# Bignicourt-sur-Saulx
Bignicourt-sur-Saulx é uma comuna francesa na região administrativa do Grande Leste, no departamento de Marne. Estende-se por uma área de 11.01 km², e possui 181 habitantes, segundo o censo de 2018, com uma densidade de 16 hab/km².